# Prisión de Acre
La Prisión de Acre (en hebreo: כלא עכו) también conocida como la prisión de Akko es una antigua prisión en Acre, una localidad en el litoral del país asiático de Israel. En la época del mandato británico se utilizó la ciudadela en la ciudad vieja de Acre como una prisión en la que muchos árabes fueron encarcelados como criminales o por participar en la revuelta árabe entre 1936 y 1939 en Palestina. Alrededor de 140 presos fueron ejecutados durante la huelga general palestina El 17 de junio de 1930, Fuad Hijazi, 'Ata Al-Zeer, y Muhammad Jamjoum que participaron en los incidentes de 1929 fueron ejecutados (ahorcados) por las autoridades europeas del Mandato Británico de Palestina.